# Serginho Chulapa
Sérgio Bernardino, ismertebb nevén: Serginho Chulapa (São Paulo, 1953. december 23. –) brazil labdarúgóedző, korábbi válogatott labdarúgó.

## Pályafutása

### Klubcsapatban
São Pauloban született. Pályafutását a São Paulo FC utánpótlásában kezdte. 1973-ban a Marília együttesében mutatkozott be felnőtt szinten, majd visszatért a São Paulo csapatához, ahol tíz éven keresztül játszott. 1977-ben brazil bajnoki címet szerzett és három alkalommal (1975, 1980, 1981) nyerte meg a Paulista bajnokságot. 1982 és 1984 között a Santos játékosa volt, mellyel 1984-ben megnyerte a Paulista bajnokságot. 1985-ben a Corinthiansban szerepelt, majd visszatért a Santoshoz. 1997-ben Portugáliába szerződött a Marítimo csapatához. 1988-ban visszatért a Santoshoz, immáron harmadszor. Később játszott még a török Malatyaspor (1988–89), majd újból a Santos (1989–90), a Portuguesa Santista (1991), a São Caetano (1992–93) és a Sorocaba (1993) csapatában.  

### A válogatottban
1979 és 1982 között 20 alkalommal szerepelt a brazil válogatottban és 8 gólt szerzett. Részt vett az 1979-es Copa Américán és az 1982-es világbajnokságon.

### Edzőként
1994-ben a Santos csapatánál kezdte az edzősködést, először segéd, majd vezetőedzőként. 1995-ben az União São João, 1996-ban a AA Portuguesa Santista, 1997-ben a Botafogo-SP és a São Caetano, 1998-ban a Sãocarlense, 1999-ben a  Portuguesa Santista és a Clube do Remo csapatánál dolgozott. 2000-ben az Araçatuba együttesét irányította. Később három alkalommal volt a Santos edzője (2000–01, 2005–07, 2008–22).

## Sikerei, díjai

### Játékosként
São Paulo FC
- Brazil bajnok (1): 1977
- Paulista bajnok (3): 1975, 1980, 1981

Santos FC
- Paulista bajnok (1): 1984

Egyéni
- A brazil bajnokság gólkirálya (1): 1983 (22 góllal)
- A Paulista bajnokság gólkirálya (4): 1975 (22 góllal), 1977 (32 góllal), 1983 (22 góllal), 1984 (16 góllal)